# Mistrzostwa Europy U-19 w Piłce Nożnej 2017
Mistrzostwa Europy U-19 w piłce nożnej 2017 – turniej piłkarski, który odbył się w dniach 2-15 lipca 2017 roku w Gruzji. Była to 16. edycja tych rozgrywek, po zmianie jej formuły w 2002 roku z Mistrzostw Europy U-18 na U-19.
W turnieju mogli brać udział wyłącznie piłkarze urodzeni po 1 stycznia 1998 roku.

## Kwalifikacje
Eliminacje do turnieju głównego zostały przeprowadzone w dwóch fazach. W pierwszej fazie kwalifikacyjnej 52 reprezentacje (zwolnieni z udziału w tej fazie byli tylko gospodarze Gruzja oraz najwyżej sklasyfikowana reprezentacja w rankingu UEFA - Hiszpania, która automatycznie awansowała do drugiej fazy) zostały podzielone na dwa koszyki po 26 zespołów. Losowanie grup eliminacyjnych zostało przeprowadzone 3 grudnia 2015 roku w Nyonie. Do każdej z 13 wylosowanych grup trafiły po dwie drużyny z każdego koszyka. Mecze tej fazy były rozgrywane w terminie 4 października - 16 listopada 2016 roku, w formie „mini-turniejów”, gdzie w każdej grupie jeden z krajów był gospodarzem i w tym kraju rozgrywano wszystkie mecze. Awans do drugiej fazy turnieju uzyskiwały dwie najlepsze drużyny z każdej grupy oraz najwyżej sklasyfikowana drużyna z trzeciego miejsca.
W drugiej fazie kwalifikacyjnej drużyny zostały podzielone na cztery koszyki po siedem zespołów (w tej fazie do rywalizacji dołączyli Hiszpanie) i w ten sposób wylosowanych zostało siedem grup eliminacyjnych. Losowanie odbyło się 13 grudnia 2016 roku w Nyonie. Sposób przeprowadzenia eliminacji był identyczny, jak w pierwszej fazie, przy czym tylko najlepsza drużyna z każdej grupy kwalifikowała się do turnieju finałowego.

## Finaliści
| Finalista  | Sposób kwalifikacji                              |
| ---------- | ------------------------------------------------ |
| Gruzja     | Awans jako gospodarz                             |
| Holandia   | 1. miejsce w grupie A rundy elitarnej eliminacji |
| Niemcy     | 1. miejsce w grupie B rundy elitarnej eliminacji |
| Anglia     | 1. miejsce w grupie C rundy elitarnej eliminacji |
| Portugalia | 1. miejsce w grupie D rundy elitarnej eliminacji |
| Bułgaria   | 1. miejsce w grupie E rundy elitarnej eliminacji |
| Czechy     | 1. miejsce w grupie F rundy elitarnej eliminacji |
| Szwecja    | 1. miejsce w grupie G rundy elitarnej eliminacji |

## Faza grupowa

### Grupa A
| Zespół          | Pkt | M | W | R | P | Br+ | Br- | +/- |
| --------------- | --- | - | - | - | - | --- | --- | --- |
| Portugalia U-19 | 7   | 3 | 2 | 1 | 0 | 5   | 3   | +2  |
| Czechy U-19     | 6   | 3 | 2 | 0 | 1 | 5   | 3   | +2  |
| Gruzja U-19     | 3   | 3 | 1 | 0 | 2 | 2   | 4   | -2  |
| Szwecja U-19    | 1   | 3 | 0 | 1 | 2 | 4   | 6   | -2  |

| 2 lipca 2017 15:30 CET | Szwecja U-19 · Gyökeres 77' | 1:2(0:1)Raport | Czechy U-19 · Turyna 42', 55' | Stadion im. Micheila Meschiego-2, Tbilisi Widzów: 214 Sędzia: Siergej Łapoczkin |
|                        |                             |                |                               |                                                                                 |

| 2 lipca 2017 18:00 CET | Gruzja U-19 | 0:1(0:0)Raport | Portugalia U-19 · Rui Pedro 66' (k.) | Stadion im. Tengiza Burdżanadze, Gori Widzów: 4 156 Sędzia: Davide Massa |
|                        |             |                |                                      |                                                                          |

| 5 lipca 2017 15:30 CET | Gruzja U-19 · Kochreidze 3' · Czakwetadze 31' | 2:1(2:0)Raport | Szwecja U-19 · Gyökeres 47' | Stadion im. Micheila Meschiego, Tbilisi Widzów: 8 300 Sędzia: Srdjan Jovanović |
|                        |                                               |                |                             |                                                                                |

| 5 lipca 2017 18:00 CET | Czechy U-19 · Graiciar 40' | 1:2(1:1)Raport | Portugalia U-19 · Djú 35' · Rui Pedro 74' | Stadion im. Dawita Petriaszwilego, Tbilisi Widzów: 743 Sędzia: Ali Palabiyik |
|                        |                            |                |                                           |                                                                              |

| 8 lipca 2017 18:00 CET | Czechy U-19 · Šašinka 45+1' · Holík 70' | 2:0(1:0)Raport | Gruzja U-19 | Stadion im. Micheila Meschiego, Tbilisi Widzów: 25 154 Sędzia: Mads-Kristoffer Kristoffersen |
|                        |                                         |                |             |                                                                                              |

| 8 lipca 2017 18:00 CET | Portugalia U-19 · Leão 70' · João Filipe 87' (k.) | 2:2(1:0)Raport | Szwecja U-19 · Gyökeres 43' · Karlsson 61' | Stadion im. Tengiza Burdżanadze, Gori Widzów: 1 753 Sędzia: Ola Hobber Nilsen |
|                        |                                                   |                |                                            |                                                                               |

### Grupa B
| Zespół        | Pkt | M | W | R | P | Br+ | Br- | +/- |
| ------------- | --- | - | - | - | - | --- | --- | --- |
| Anglia U-19   | 9   | 3 | 3 | 0 | 0 | 7   | 1   | +6  |
| Holandia U-19 | 4   | 3 | 1 | 1 | 1 | 5   | 3   | +2  |
| Niemcy U-19   | 3   | 3 | 1 | 0 | 2 | 5   | 8   | -3  |
| Bułgaria U-19 | 1   | 3 | 0 | 1 | 2 | 1   | 6   | -5  |

| 3 lipca 2017 15:30 CET | Bułgaria U-19 | 0:2(0:1)Raport | Anglia U-19 · Mount 1' · Sessegnon 48' | Stadion im. Micheila Meschiego, Tbilisi Widzów: 220 Sędzia: Ola Hobber Nilsen |
|                        |               |                |                                        |                                                                               |

| 3 lipca 2017 18:00 CET | Niemcy U-19 · Barkok 46' | 1:4(0:0)Raport | Holandia U-19 · Piroe 49', 65', 79' · Grot 90+1' | Stadion im. Dawita Petriaszwilego, Tbilisi Widzów: 1 245 Sędzia: Mads-Kristoffer Kristoffersen |
|                        |                          |                |                                                  |                                                                                                |

| 6 lipca 2017 15:30 CET | Anglia U-19 · Brereton 84' | 1:0(0:0)Raport | Holandia U-19 | Stadion im. Micheila Meschiego-2, Tbilisi Widzów: 355 Sędzia: Davide Massa |
|                        |                            |                |               |                                                                            |

| 6 lipca 2017 18:00 CET | Niemcy U-19 · Amenyido 10' · Gül 19' (k.) · Friede 54' (k.) | 3:0(0:2)Raport | Bułgaria U-19 | Stadion im. Tengiza Burdżanadze, Gori Widzów: 3 252 Sędzia: Siergej Łapoczkin |
|                        |                                                             |                |               |                                                                               |

| 9 lipca 2017 18:00 CET | Anglia U-19 · Brereton 52' (k.), 64' · Sessegnon 80', 84' | 4:1(0:0)Raport | Niemcy U-19 · Warschewski 76' | Stadion im. Dawita Petriaszwilego, Tbilisi Widzów: 1 887 Sędzia: Ali Palabiyik |
|                        |                                                           |                |                               |                                                                                |

| 9 lipca 2017 18:00 CET | Holandia U-19 · Kongolo 50' | 1:1(0:0)Raport | Bułgaria U-19 · Rusew 55' | Stadion im. Tengiza Burdżanadze, Gori Widzów: 1 214 Sędzia: Srdjan Jovanović |
|                        |                             |                |                           |                                                                              |

## Faza pucharowa
W fazie pucharowej w razie remisu po regulaminowych 90 minutach gry, rozgrywana będzie dogrywka, a jeżeli ona nie przyniesie rozstrzygnięcia o awansie zadecydują rzuty karne.
2 maja 2016 roku, Komitet Wykonawczy UEFA podjął decyzję, że podczas mistrzostw testowany będzie przepis o dodatkowej wymianie zawodników w czasie gry, przysługującej drużynom w przypadku rozgrywania dogrywki. 1 lipca 2017 roku, ten sam Komitet zadecydował o kolejnej innowacji testowanej podczas mistrzostw, którą będzie kolejność wykonywania rzutów karnych podczas serii rzutów z punktu karnego. Dotychczas wykonywanie rzutów z punktu karnego odbywało się na przemian: AB AB AB AB AB (gdzie A i B to drużyny przeciwne), natomiast na tych mistrzostwach testowany będzie system w którym w każdej serii będzie zmieniała się drużyna wykonująca rzut karny jako pierwsza: AB BA AB BA AB.

### Półfinały
| 12 lipca 2017 15:00 CET | Portugalia U-19 · Fernandes 24' | 1:0(1:0)Raport | Holandia U-19 | Stadion im. Dawita Petriaszwilego, Tbilisi Widzów: 352 Sędzia: Mads-Kristoffer Kristoffersen |
|                         |                                 |                |               |                                                                                              |

| 12 lipca 2017 18:00 CET | Anglia U-19 · Nmecha 90+3' | 1:0(0:0)Raport | Czechy U-19 | Stadion im. Micheila Meschiego, Tbilisi Widzów: 762 Sędzia: Davide Massa |
|                         |                            |                |             |                                                                          |

### Finał
| 15 lipca 2017 18:00 CET | Portugalia U-19 · Sterling 56' (sam.) | 1:2(0:0)Raport | Anglia U-19 · Suliman 50' · Nmecha 68' | Stadion im. Tengiza Burdżanadze, Gori Widzów: 4 100 Sędzia: Srdjan Jovanović |
|                         |                                       |                |                                        |                                                                              |

## Klasyfikacja strzelców
3 gole
- Ben Brereton
- Ryan Sessegnon
- Joël Piroe
- Viktor Gyökeres

2 gole
- Daniel Turyna
- Lukas Nmecha
- Rui Pedro

1 gol
- Georgi Rusew
- Martin Graiciar
- Libor Holík
- Ondřej Šašinka
- Mason Mount
- Easah Suliman
- Giorgi Czakwetadze
- Giorgi Kochreidze
- Etienne Amenyido
- Aymen Barkok
- Sidney Friede
- Gökhan Gül
- Tobias Warschewski
- Jay-Roy Grot
- Rodney Kongolo
- Mésaque Djú
- Gedson Fernandes
- João Filipe
- Rafael Leão
- Jesper Karlsson

Gol samobójczy
- Dujon Sterling (dla reprezentacji Portugalii)

Źródło: UEFA.com